# Textbibel
Die Textbibel (vollständiger Titel: Textbibel des Alten und Neuen Testaments) ist eine zwischen den Jahren 1899 und 1911 mehrfach im Verlag von J. C. B. Mohr (Paul Siebeck) aufgelegte Vollbibel, die von evangelischen Theologieprofessoren angefertigt und von Emil Kautzsch (Halle) herausgegeben wurde. Die dritte Ausgabe erfolgte posthum, nachdem Kautzsch im Mai 1910 gestorben war. Sie erschien in drei Ausgaben (Altes Testament ohne Apokryphen; Altes und Neues Testament mit und ohne Apokryphen).
Die Bibelausgabe vereinte den (nochmals revidierten) Text der bereits 1894 erstmals erschienenen und von Kautzsch herausgegebenen Teilbibel Die heilige Schrift des Alten Testaments mit der Übersetzung des Neuen Testaments durch Carl Heinrich Weizsäcker nach der 9. Auflage. Während die Teilbibel Kautzschs durch die Verwendung von unterschiedlichen Drucktypen, diakritischen Zeichen und Anmerkungen unter dem Text sowie durch Beilagen die textkritischen Entscheidungen der Herausgeber dokumentierte, beschränkte sich die Textbibel auf den Bibeltext an sich, garantierte aber die gewissenhafte Beachtung der zeitgenössischen Erkenntnisse der historisch-kritischen Methode. 
Die Textbibel gab den über 6000-mal im Alten Testament vorkommenden Gottesnamen JHWH nach dem wissenschaftlichen Stand mit Jahwe wieder.
Die folgenden Theologen waren beteiligt:
- Friedrich Baethgen, Konsistorialrat und Professor der Theologie zu Berlin: Hiob, Hoheslied, Klagelieder.
- Hermann Guthe, Professor der Theologie zu Leipzig: Jesaja 1–35, Hosea, Amos, Micha, Habakuk.
- Adolf Kamphausen, Professor der Theologie zu Bonn: die Bücher der Könige, die Sprüche und das 2. Buch der Makkabäer.
- Emil Kautzsch, Professor der Theologie zu Halle: das 1. bis 4. Buch Mose und Josua (außer den von Socin übersetzten Abschnitten), Jesaja 36–39, Jona, Nahum, die Psalmen, die Bücher der Chronik, das 1. Buch der Makkabäer.
- Rudolf Kittel, Professor der Theologie zu Leipzig: die Bücher der Richter und Samuel, das Buch Ruth.
- Max Löhr, Professor der Theologie zu Breslau: das Buch Tobit und das Buch Judith.
- Karl Marti, Professor der Theologie zu Bern: das 5. Buch Mose, Joel, Obadja, Haggai, Sacharja, Maleachi, Daniel.
- Wilhelm Rothstein, Professor der Theologie zu Halle: Jeremia, Zefanja, das Buch Baruch, Brief Jeremias, Stücke in Daniel.
- Rudolf Rüetschi, Professor der Theologie zu Bern: der Prediger.
- Karl Viktor Ryssel, Professor der Theologie zu Zürich: Jesaja 40–66, Esra, Nehemia, Esther, das Gebet Manasses, Stücke in Esther, Sirach.
- Karl Siegfried, Geh. Kirchenrat und Professor der Theologie zu Jena: Hesekiel, die Weisheit Salomos.
- Albert Socin, Professor der orientalischen Sprachen zu Leipzig: 2. Mose 1–24 und 32–34, 4. Mose 10,29–12,16 sowie die Kapitel 21–24, Josua 1–11.
- Carl Heinrich Weizsäcker, Professor für Dogmen- und Kirchengeschichte an der Universität Tübingen: Das Neue Testament.